# معركة الشحر (1531)
كانت معركة الشحر صراعًا بين السلطنة الكثيرية بدعم الدولة العثمانية من جهة والقوات البرتغالية التي وصلت إلى ميناء الشحر في عام 1531 من جهة أخرى.   
في عام 1530 وصل مصطفى بك وخوجه ظفر إلى ميناء الشحر في اليمن.  أشار العثمانيون على سلطان الشحر بدر بعدم الخضوع للبرتغاليين وتركوا مع سلطان الشحر مدافع ومائة لاوند.  غادر مصطفى بك الشحر في ديسمبر 1530 بينما بقي خوجه ظفر مع السلطان.  وصلت قوة برتغالية مكونة من 9 سفن بقيادة مانويل دي فاسكونسيلوس على الفور إلى ميناء الشحر، إلا أن قوات السلطان منعت البرتغاليين من دخول الشحر وطردهتا.      